# メロディック・レヴォリューション・レコード
メロディック・レヴォリューション・レコード（Melodic Revolution Records、MMR）は、2004年10月にニック・カトーナ (Nick Katona)と妻のジェニファーによって設立された。ニューヨーク州クリントンにある音楽店として、コンパクトディスク、DVD、ヴァイナル盤、記念品を販売することから始まった。
2005年10月、ショップに「レボリューション・ギャラリー」と呼ばれるアートギャラリーが併設された。2006年6月、「レボリューション・ギャラリー」はさらに400平方フィート拡張され、夜は「ライブ・アット・ザ・レボリューション」、昼は「レボリューション・ギャラリー」として知られるライブ会場となった。ケヴィン・トンプソン・トリオが、この新しい場所で最初に演奏した。これにより、ロッキー・グラジアーノ、ライアン・ミラー、デイヴ・スネディカー・アンド・ザ・ジェリーフィッシュなどの地元アーティストや、いくつか例を挙げると、ブレスザフォール、アズ・トール・アズ・ライオンズ、アレサナ、フラッター・エフェクト & リード・フォールといった国内外で活躍するツアー・アーティストによるライブ・パフォーマンスの新しい伝統が始まった。
2006年、ニックはニューヨーク州クリントンにある歴史的な村で開催されたクリントン・アート・アンド・ミュージック・フェスティバルを創設した。
2006年には、新しい独立レーベルとしてメロディック・レヴォリューション・レコード（MRR）も立ち上げられた。そのレーベルの名簿に最初に参加したアーティストは、カリフォルニアを拠点とするプログレッシブ・ロック/ AORバンドのエコーズ・ランディング (Echos Landing)がデビュー・リリースとなる『Closer To You』を発表し、すぐにアリゾナのソロ・アーティストであるローリー・ラーソン (Laurie Larson)が2作目のリリース『Aquila』を発表した。
メロディック・レヴォリューション・レコードが設立されてから1年後、フロリダ州オーランドに移転し、その名簿は2名のアーティストから数十のバンドやアーティストへと成長した。現在では100作品におよぶリリースがある。MRRは主に、Aisles、Leon Alvarado、Amadeus Awad、Paul D'Adamo、Anuryzm、Backhand、Jim Crean、Andres Guazzelli、Darrel Treech- Birch、Corvus Stone、D Drive、Don Mancuso、Forever Twelve、Gekko Projekt、KristofferGildenlöw、ifsounds、Joe Macre、Kinetic Element、Kracked Earth、Don Mancuso、Morpheus Rising、Murky Red、NeverWake、Odin's Court、Peter Matuchniak、Nth Ascension、Marco Ragni、Port Mahadia、Progland、The Room、Scarlet Hollow、Solstice Coil、Stratospheerius、Sunshine & Bullets、Sun King Rising、Time Horizon、Thoughts Factory、Transport Aerian、Unified Past、Vitriol、Wings Of Destinyなど、とりわけ数多くの各国アーティストによるロックとプログレッシブ・ミュージックのレーベルとして知られている。
メロディック・レヴォリューション・レコードは、他の活動に加えて、プログレッシブ・ミュージック関連のソーシャル・ネットワークと音楽ニュースのブログとウェブサイト「Power Of Prog」を維持している。2018年1月、レーベルは独自のラジオ局メロディック・レヴォリューション・ラジオを立ち上げた。2019年1月には、メロディック・レヴォリューション・レコードのスピンオフとしてPeacockSunrise Recordsが立ち上げられている。2020年には、2つ目のインターネット音楽ニュース・ブログ「ReZonatz」が開始された。